# Tratado de Madrid (1670)
El tratado de Madrid de 1670 (también conocido como tratado Godolphin en la historiografía inglesa) fue firmado por el Reino de España y reino de Inglaterra, y se considera el final de la Guerra anglo-española (1655-1660). Gaspar de Bracamonte en nombre de Mariana de Austria, regente durante la minoría de edad de Carlos II de España, y William Godolphin, enviado por Carlos II de Inglaterra, ajustaron el tratado en Madrid el 18 de julio de 1670.

## Acuerdos
Las principales cláusulas establecidas en el tratado fueron:
- Ratificación de las condiciones pactadas en el tratado de Madrid de 1667;

- Compromiso de no agresión entre las flotas de ambos países;

- Liberación de los prisioneros tomados en conflictos pasados (en referencia a los presos tomados de ambas partes durante la guerra anglo-española de 1655-1660);

- Olvido de los daños y ofensas recíprocos habidos en tiempos pasados;

- España reconocía las posesiones inglesas en las Indias Occidentales, pero sin especificar cuales eran exactamente: "todas las tierras, islas, colonias y dominios situados en las Indias Occidentales...que el rey de la Gran Bretaña[2] tiene y posee al presente". En una cédula española de 1689 se anotaban como posesiones inglesas las islas de Jamaica, Barbados, Nueva Inglaterra, Canadá y parte de la isla de San Cristóbal y Nieves.  Inglaterra tomaría el control formal de Jamaica y las Islas Caimán como consecuencia del tratado;

- Cada uno de los países firmantes se abstendría de navegar y ejercer el comercio en las plazas pertenecientes al otro en las Indias occidentales, salvo caso de naufragio o necesidad urgente.

El tratado sería ratificado por Mariana de Austria el 12 de agosto, y por Carlos II el 8 de octubre de ese mismo año.